# Martin Porkay
Martin Porkay (* 4. März 1890 in Murányalja, Ungarn; † 8. April 1967 in Feldafing) war ein ungarischer Kunstexperte.

## Leben
Martin Porkay war Sohn des Holzhändlers Karl Porkay und Katharina Böhm, verheiratet war er mit Clementine Haas. Sein besonderes Interesse galt den Werken Rembrandts. Nach Abbruch eines Kunstgeschichte-Studium machte er durch die Entdeckung übermalter und verlorener Gemälde Rembrandts auf sich aufmerksam.
Er führte von 1918 bis zur Inflation 1923 eine eigene Galerie in Budapest. Hier machte er die erste Entdeckung eines übermalten Jacob Jordaens „Der Sündenfall“. Dieses Gemälde wurde daraufhin vom Bankier Simon von Krausz dem Budapester Museum der Bildenden Künste (Szépművészeti Múzeum) geschenkt und hängt dort zusammen mit den Werken von Rubens in einem Saal.
Ein Beispiel aus Martin Porkays Buch Rembrandt, andere Leute und ich: Im Jahre 1937 erwarb der frühere amerikanische Schatzkanzler Mellon ein Madonnenbild des italienischen Malers Masaccio für 395.000 Dollar. Das Bild, das Mellon der National Gallery of Art in Washington vermachte, schien über alle Zweifel erhaben zu sein. Doch Porkay entlarvte es als in den 1920er Jahren in einer als „Restaurierungs-Atelier“ getarnten Wiener Fälscherwerkstätte entstanden.
Die Wochenzeitung Die Zeit schrieb dazu 1956, dass die „Meinung Porkays bereits seit Jahren die Zustimmung vieler anderer berufener Kunstexperten gefunden“ habe. Im Nachruf des Spiegel wird hingegen angedeutet, er habe sich manchmal vorschnell ohne genauere Prüfung auf ein Urteil festgelegt.
Im letzten Stummfilm von Josef von Sternberg "The Case of Lena Smith" (1929, USA, Paramount Pictures) wurde er als Regieassistent engagiert.

## Das gegeißelte Rembrandt-Selbstbildnis

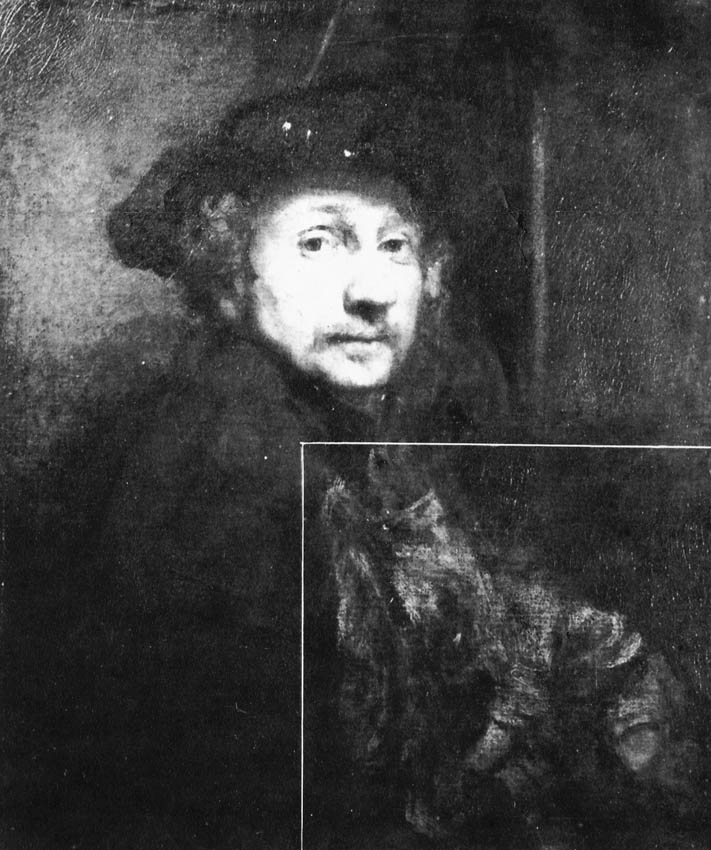
Fälschung „Selbstportrait“

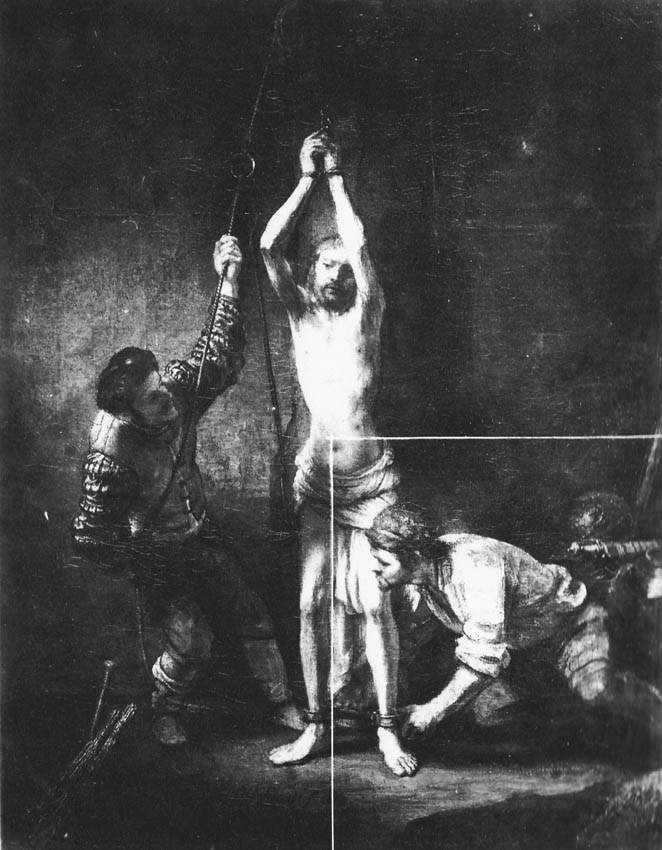
„Die Geißelung Christi“ von Rembrandt

Martin Porkay entdeckte eine der am meisten Aufsehen erregenden Rembrandt-Fälschungen. Der bekannte Schweizer Sammler Emil Georg Bührle zeigte Porkay ein „Rembrandt-Selbstportrait“ aus dem Jahre 1658, das aus einer englischen Privatsammlung gekommen war und das er für annähernd eine Million Schweizer Franken angekauft hatte. Porkay entdeckte Anzeichen für eine Fälschung, jedoch stimmten namhafte Experten für einen echten Rembrandt. Der Besitzer erschwerte die notwendigen Untersuchungen. Doch Porkay identifizierte das, was man in der rechten unteren Ecke des Bildes allgemein für „eine mit bunten Farbflecken beschmierte Werkstattschürze“ hielt, mit der gebückten Henkerfigur aus einer Rembrandtschen Geißelungskomposition. Zwei Bilder waren also auf der Leinwand. Nun aber behauptete der Besitzer, zwei echte Rembrandt-Bilder lägen übereinander. Porkay bestritt auch das. In mühevollen Untersuchungen trug er Beweis um Beweis dafür bei, dass das „Selbstportrait“ auf der Oberschicht nur um 1800 entstanden sein konnte und zwar in der Umgebung des englischen Malers Joshua Reynolds. Und schließlich erkannte er auch in der Geißelung Christi eine Kopie der echten „Geißelung Christi“, die im Hessischen Landesmuseum Darmstadt hängt. Die Galerie Katz, die das Bild seinerzeit verkauft hatte, versuchte vergeblich, Porkay zu widerlegen. Dieser veröffentlichte in einem Buch das „gegeißelte Rembrandt-Bild“. Wenige Tage nach Erscheinen dieses Werkes wurde die Fälschung durch röntgenologische und farbchemische Untersuchungen im Zentrallaboratorium der Belgischen Museen bestätigt.

## Entdeckte Fälschung „Jan van Eyck“ / Lord Rothermere Collection
Unter der privaten Bildersammlung des Lord Rothermere, die als Leihgabe 1938 an das Budapester Museum der Bildenden Künste gesandt wurde, entdeckte Martin Porkay eine Fälschung. Dieser unechte Jan van Eyck wurde daraufhin umgehend aus dem Museum entfernt und auf Wunsch des Lord Rothermere an ihn übersandt.

## Veröffentlichungen
- Die Abenteuer zweier unechter Rembrandts, München, Lama Verlag, 1963
- Der Drost-lose Rembrandt, München, Münchner Buchgewerbehaus, 1961
- Rembrandt, andere Leute und ich, Wetzlar, Pegasus Verlag, 1959
- Auf dem Karussell der Kunst, München, Selbstverlag, 1956
- Das gegeisselte Rembrandt-Bild und andere kleine Studien über Irrtümer um Rembrandt, Stuttgart, Selbstverlag 1951